# Filip Ludvig av Pfalz-Neuburg
Filip Ludvig av Pfalz-Neuburg född 2 oktober 1547, död 22 augusti 1614, var pfalzgreve av Pfalz-Neuburg 1569-1614.
Han var son till Wolfgang av Pfalz-Zweibrücken och Anna av Hessen. Gift med Anna av Kleve.

## Barn
- Wolfgang Wilhelm av Pfalz-Neuburg född 1578, död 1653.
- August, född 1582, död 1632, → linjen Sulzbach, gift med Hedvig av Holstein-Gottorp.